# Аккер, Людмила Валентиновна
Людми́ла Валенти́новна Аккер (род. 1940, Иркутск, Иркутская область, СССР) — советский и российский учёный, доктор медицинских наук, профессор, заслуженный врач РФ. Заведующая кафедрой акушерства и гинекологии АГМУ.

## Биография
Родилась в 1940 году в Иркутске в семье врача. Поступила в Алтайский государственный медицинский университет, спусти пять лет перевелась в Горьковский ГМИ и окончила его в 1964 году. В 1964—1968 годах работала врачом акушером-гинекологом в г. Дзержинске, после чего поступила на клиническую ординатуру по кафедре акушерства и гинекологии, окончив её в 1971 году. В 1973 году защитила кандидатскую диссертацию на тему «Некоторые показатели эндокринной функции у больных дисфункциональными маточными кровотечениями при лечении инфекундином». После ординатуры направлена в АГМИ на должность ассистента кафедры акушерства и гинекологии АГМИ (1971—1988), с 1988 г. — доцент кафедры.
С 1990 года — директор гинекологической клиники на базе городской больницы № 4.
В 1992 году в Томске защитила докторскую диссертацию на тему: «Клинико-патогенетический анализ и дифференцированная реабилитация нарушений специфических функций организма женщин, страдающих алкоголизмом».
С 1994 года заведует кафедрой акушерства и гинекологии № 2 АГМУ.
Указом Президента Российской Федерации Б. Н. Ельцина № 558 от 7 мая 1999 года ей присвоено почётное звание «Заслуженный врач Российской Федерации».

## Научная деятельность
Автор более 200 печатных работ, участник ряда международных конгрессов, обладатель (в соавторстве) ряда патентов, среди которых:
- Способ лечения миомы матки[5]
- Способ лечения климактерического синдрома[6]
- Способ лечения климактерического синдрома нейровегетативной формы[7]
- Способ ортопедического лечения женщин постменопаузального периода съёмными пластиночными протезами[8]
- Способ лечения заболеваний пародонта у женщин с естественной и хирургической менопаузой[9].

Автор нескольких книг, среди которых:
- Аккер Л.В., Неймарк А.И., Федорова И.А., Клыжина Е.А. Гиперактивный мочевой пузырь у женщин репродуктивного, пери- и менопаузального периода. — Москва: Медицинское информационное агентство, 2007. — 176 с. — ISBN 5-89481-425-1.
- Аккер Л.В. Патология климактерия. — Москва: Медицинское информационное агентство, 2010. — 440 с. — ISBN 978-5-9986-0038-8.
- Аккер Л.В., Неймарк А.И. Синдром хронических тазовых болей в урогинекологии. — Москва: Медицинское информационное агентство, 2009. — 240 с. — ISBN 978-5-8948-1699-9.
- Аккер Л.В., Гальченко А.И. Хирургическая менопауза. — Москва: Медицинское информационное агентство, 2014. — 168 с. — ISBN 978-5-9986-0178-1.